# André Mahé
André Mahé (París, 18 de novembre de 1919 - Choisy-au-Bac, Oise, 19 d'octubre de 2010) fou un ciclista francès que fou professional entre 1945 i 1954.
Durant la seva carrera professional aconseguí 13 victòries, destacant la París-Roubaix de 1949, ex aequo amb Serse Coppi, i la París-Tours de 1959.

## La París-Roubaix de 1949
El resultat de la París-Roubaix de 1949 fou molt polèmic i no es va saber definitivament fins quan ja passaven uns quants mesos de la disputa de la cursa, després de dues conferències internacionals.
André Mahé, que formava part d'una escapada, fou el primer a entrar a meta, però ho va fer per un lloc equivocat de resultes de les males indicacions dels comissaris. Quan ja se li havien fet tots els honors de campió arribà el gran grup, encapçalat per Serse Coppi. Un cop assabentats de la irregularitat comesa per Mahé els germans Coppi protestaren i els jutges canviaren la decisió, anomenant Serge Coppi com a guanyador final.
Amb tot, cinc dies més tard la Federació Francesa de Ciclisme confirmà a Mahé com a just vencedor. La Federació Italiana protestà i entrà en joc l'UCI, la qual decidí, l'agost de 1949, declarar nul·la la cursa i, per tant, sense cap vencedor. Tanmateix s'acceptà revisar el cas en una nova conferència internacional el novembre d'aquell mateix any. Finalment s'arribà a l'acord de declarar els dos ciclistes, André Mahé i Serse Coppi vencedors de la París-Roubaix 1949.

## Palmarès
- 1946
  - 1r al Tour de Finistère
- 1947
  - Vencedor d'una etapa del Tour de l'Oest
- 1948
  - 1r del Gran Premi de l'Equipe (amb Charles Dupuy i Louison Bobet)
  - 1r del Circuit "Maine-Normandie-Anjou"
- 1949
  - 1r de la París-Roubaix, ex aequo amb Serse Coppi
  - 1r del Gran Premi de l'Equipe
- 1950
  - 1r de la París-Tours
- 1951
  - 1r al Gran Premi de l'Écho d'Alger
- 1952

1r del Circuit dels Dos Ponts a Montluçon 
- 1953
  - 1r a Montsauche
  - Vencedor d'una etapa dels Boucles de la Gartempe
- 1954
  - 1r a Montsauche
  - 1r a Hennebont

### Resultats al Tour de França
- 1947. Abandona (3a etapa)
- 1949. 49è de la classificació general
- 1950. Abandona (8a etapa)
- 1951. Abandona (16a etapa)